# Augochloropsis guaranitica
Augochloropsis guaranitica är en biart som beskrevs av Embrik Strand 1910. Augochloropsis guaranitica ingår i släktet Augochloropsis och familjen vägbin. Inga underarter finns listade.